# Royaume du Tazeroualt
Cet article est étroitement lié à Tazeroualt
c. XVIIe siècle – début XXe siècle
Entités précédentes :
- Saadiens

Entités suivantes :
- Empire chérifien (Alaouite)

Le royaume du Tazeroualt, puis zaouia d'Illigh, appelé localement  Tageldit / ⵜⴰⴳⴻⵍⴷⵉⵜ (Royaume) est une principauté reposant sur une confrérie soufie du Souss, au Maroc, fondée par Abou Hassoun Semlali au début du XVIIe siècle.
Apparue pendant une période marquée par la faiblesse du pouvoir central Saadien, la zaouia deviendra très vite un acteur incontournable et puissant du sud marocain et du Souss.
Les vestiges de la maison d'Illigh témoignent de son important passé de port caravanier au XIXe siècle. C'est une construction riche et puissante, dans paysage désertique, et un lieu de passage obligé entre le Maroc et l'Afrique Subsaharienne. De nombreux observateurs européens attestent de l'existence de cette principauté au Tazeroualt, une région qui comporte une petite cuvette aride entourée par de hauts plateaux arrosés, située à 110 km au sud d’Agadir. Le Tazeroualt a été connu sous le nom de principauté de Boudmiaa, avec pour capitale Iligh au XIXe siècle, avant que la dynastie alaouite n’en vienne à bout.
La zaouia d'Illigh, contrairement aux autres zaouias qui jouissaient d'une forte influence politique lors de l'arrivée des Alaouites au pouvoir, ne sera pas anéantie par ces derniers, et ce malgré une tentative du sultan Rachid en 1670 ; elle continuera d'avoir une influence politique et économique locale au sein de la tribu des Lakhsass, maintenant des rapports tendus avec le Makhzen alaouite, et ce jusqu’à  la seconde moitié du XIXe siècle,. Le Tazeroualt est définitvement soumis début du début XXe siècle.

## Localisation
La zaouïa d'Illigh était située dans le Tazeroualt, dans le Souss.

## Histoire
À la suite de l'accession au trône de Moulay Zidane au début du XVIIe siècle, le Makhzen Saadien, affaibli, ne jouissait que d'un pouvoir limité. Plusieurs forces apparaissent alors, dont la zaouia de Tazeroualt ainsi que les Alaouites, future dynastie régnante :
- La zaouia de Dila, exerçant son contrôle sur le centre du Maroc
- Les plaines du nord-ouest, contrôlées par le marabout El-Ayachi et ses alliés
- L'embouchure du Bouregreg, érigée en État indépendant par les morisques
- Tétouan, cité-État gouvernée par la famille Naqsis
- Le Tafilalet, sous le contrôle des Alaouites
- Le sud du Maroc, sous le contrôle de la zaouia d'Illigh

Abou Hassoun, arrière-petit-fils du grand mystique Sidi Ahmed Ou Moussa et fondateur de la zaouia, installa sa capitale à Illigh, réussit à obtenir des enclaves maritimes à Agadir et s'assura un succès commercial (après l'éviction d'Abou Mahalli) grâce à la diminution des droits de douane aux commerçants étrangers (en l'occurrence français et anglais). Le territoire sous son contrôle, le "royaume de Tazeroualt", représentait alors le passage obligé du trafic transsaharien de l'or sur l'axe Gao-Tombouctou -Taroudant.
Cet essor économique fulgurant s'accompagna du maintien d'un équilibre avec les Dilaïtes, en concurrence avec ces derniers sur le maintien d'une influence sur l'embouchure du Bouregreg et d'un soutien temporaire au chérif Mohammed du Tafilalet.
À la seconde moitié du XVIIe siècle la zaouia de Tazeroualt perd du terrain devant les alaouites, qui finiront par étendre leur pouvoir sur tout le Maroc. Cependant, la zaouia conservera une influence locale jusqu'au XIXe siècle, quand le sultan Hassan Ier parvint à soumettre Illigh en 1882.